# Sir James Mitchell National Park
Sir James Mitchell National Park är en park i Australien. Den ligger i delstaten Western Australia, omkring 300 kilometer söder om delstatshuvudstaden Perth.
Trakten runt Sir James Mitchell National Park är nära nog obefolkad, med mindre än två invånare per kvadratkilometer.. Det finns inga samhällen i närheten.
I omgivningarna runt Sir James Mitchell National Park växer i huvudsak städsegrön lövskog. Genomsnittlig årsnederbörd är 1 208 millimeter. Den regnigaste månaden är maj, med i genomsnitt 210 mm nederbörd, och den torraste är februari, med 16 mm nederbörd.